# Chermadion chinense
Chermadion chinense is een zeeanemonensoort. De wetenschappelijke naam van de soort is voor het eerst geldig gepubliceerd in 1924 door Pax.